# 台灣機場聯外鐵道列表
中華民國(台灣)现有五座国际机场，其中高雄国际机场、台北松山机场和桃園國際機場已分别于2008年、2009年和2017年與聯外捷運系統直接連接，连接其他两座国际机场的捷運系统仍在規劃或興建中。

## 列表

### 營運中
| 機場             | 連絡車站           | 聯絡鐵道營運商 | 聯絡鐵路        | 啟用日期         |
| ---------------- | ------------------ | -------------- | --------------- | ---------------- |
| 臺北松山機場     | BR13 松山机场站    | 台北捷運公司   | 臺北捷運 內湖線 | 2009年7月4日通車 |
| 臺灣桃園國際機場 | A12 機場第一航廈站 | 桃園捷運公司   | 桃園捷運 機場線 | 2017年3月2日通車 |
| 臺灣桃園國際機場 | A13 機場第二航廈站 | 桃園捷運公司   | 桃園捷運 機場線 | 2017年3月2日通車 |
| 臺灣桃園國際機場 | A14 機場第三航廈站 | 桃園捷運公司   | 桃園捷運 機場線 | 預定2026年       |
| 高雄國際機場     | 高雄国际机场站     | 高雄捷運公司   | 高雄捷運 紅線   | 2008年3月9日通車 |

### 規劃中
| 機場         | 連絡車站   | 聯絡鐵道營運商 | 聯絡鐵路       | 啟用日期 |
| ------------ | ---------- | -------------- | -------------- | -------- |
| 台南机场     | 台南机场站 |                | 台南捷運紅線   | 未定     |
| 台中國際機場 | 台中機場站 | 臺中捷運公司   | 台中捷運機場線 | 未定     |

## 相關事項條目
- 機場聯絡軌道系統
- 機場聯絡軌道交通列表
- 中國大陸機場聯絡軌道交通列表
- 日本機場聯絡軌道交通列表
- 韓國機場聯絡軌道交通列表